# Johns Creek
Johns Creek es una ciudad ubicada en el condado de Fulton en el estado estadounidense de Georgia. En el censo de 2000, su población era de 2.637.

## Historia
La tierra que ahora es un parte de la ciudad de Johns Creek era territorio de los cheroqui. En los 1820, se descubrió oro en la tierra y los indígenas fueron forzados a salir. Este exilio forzado de los cheroqui se le conoce como el Sendero de lágrimas.
El año 1831, la mayoría del norte de Georgia se formó en el Condado de Cherokee. (Era más como un territorio.) La región de Johns Creek fue parte del Condado de Milton en 1858. Durante la Gran Depresión en los 1930, el Condado de Milton se disolvió y unió con el Condado de Fulton.
Empezando en 1981, muchas empresas se empezaron a mudar a Johns Creek. Finalmente, había más de 200 empresas, y con ello se tuvo mejores ingresos y crecimiento económico. Comenzando el año 2000, muchos habitantes querían tener su propia ciudad de Johns Creek. Inspirado por el éxito en crear la ciudad de Sandy Springs en 2005, bajo la Ley de Georgia 1321 fue aprobado por los votantes en 2006 y posteriormente la incorporación de la ciudad en un referéndum oficialmente el 1 de diciembre de 2006.

## Geografía
Johns Creek se encuentra ubicado en las coordenadas 34°1′44″N 84°11′55″O / 34.02889, -84.19861 (34.0289259, -84.1985790). Según la Oficina del Censo, la localidad tiene un área total de 82,9 km² (32,0 mi²), de la cual 82,9 km² (32,0 mi²) es tierra y 0 km² (0 mi²) (0.0%) es agua.

## Demografía
Según la Oficina del Censo en 2010, los ingresos medios por hogar en la localidad eran de $109,553, y los por familia eran $124,657. Los hombres tenían unos ingresos medios de $87,458 frente a los $61,128 para las mujeres. La renta per cápita para la localidad era de $45,546.